# Erythrus suturellus
Erythrus suturellus är en skalbaggsart som beskrevs av Holzschuh 1984. Erythrus suturellus ingår i släktet Erythrus och familjen långhorningar. Inga underarter finns listade i Catalogue of Life.